# پوتلانژ-له-تیونویل
پوتلانژ-له-تیونویل (به فرانسوی: Puttelange-lès-Thionville) یک کمون در فرانسه است که در Canton of Cattenom واقع شده‌است.

## خصوصیات
پوتلانژ-له-تیونویل ۱۰٫۶۷ کیلومترمربع مساحت و ۶۱۱ نفر جمعیت دارد و ۱۲۰ متر بالاتر از سطح دریا واقع شده‌است.